# Dreis (Arzfeld)
Dreis ist ein Weiler der Ortsgemeinde Arzfeld im Eifelkreis Bitburg-Prüm in Rheinland-Pfalz.

## Geographische Lage
Dreis liegt rund 1,9 km nordöstlich des Hauptortes Arzfeld auf einer Hochebene. Der Weiler ist von umfangreichen landwirtschaftlichen Nutzflächen sowie einem Waldgebiet im Westen umgeben. Südöstlich von Dreis fließt die Enz, nordwestlich fließt ein Ausläufer des Halenbachs.

## Geschichte
Der heutige Weiler Dreis ist aus einem Gehöft hervorgegangen und ist landwirtschaftlich geprägt.
Dreis gehörte im Jahre 1843 zusammen mit den Wohnplätzen Arzfeldermühle, Inzenfenn und Prümerbach als Gehöft von Arzfeld zur gleichnamigen Bürgermeisterei und wurde von elf Menschen bewohnt.

## Naherholung
In der Nähe von Dreis verlaufen mehrere Wanderwege. Wenig westlich des Weilers verläuft der Rundwanderweg 15 des Naturpark Südeifel mit einer Länge von rund 16,1 km. Der Wanderweg geht von Arzfeld in Richtung Neurath, dann über Steinrausch in Richtung Irrhausen und schließlich durch ein Waldgebiet zurück nach Arzfeld. Highlights am Weg sind der Stausee Arzfeld sowie das sogenannte Tal der Schmetterlinge.
Bis kurz vor Dreis verläuft zudem die Wanderung „Auf den Spuren der Klöppelmänner“. Hierbei handelt es sich um einen Rundwanderweg mit einer Länge von rund 17 km. Die Strecke führt von Arzfeld nach Neurath in Richtung Windhausen und Langenfeld bis kurz vor Dreis und wieder zurück nach Arzfeld. Highlights am Weg sind das Denkmal anlässlich des Klöppelkrieges, das ehemalige Schlachtfeld, die Pfarrkirche Arzfeld sowie mehrere Aussichtspunkte.

## Wirtschaft und Infrastruktur

### Unternehmen
In Dreis ist ein Reiterhof ansässig.

### Verkehr
Es existiert eine regelmäßige Busverbindung ab Arzfeld.
Dreis ist durch eine Gemeindestraße erschlossen. Direkt nördlich des Weilers verläuft die Kreisstraße 122, westlich die Bundesstraße 410 aus Richtung Lichtenborn.